# Nesospiza
A Nesospiza a madarak osztályának verébalakúak (Passeriformes) rendjébe és a tangarafélék (Thraupidae) családjába tartozó nem.

## Rendszerezésük
A nemet Jean Louis Cabanis francia ornitológus írta le 1873-ban, jelenleg az alábbi fajok tartoznak ide:
- Tristan-sármánypinty (Nesospiza acunhae)
- Nesospiza questi
- Wilkins-sármánypinty (Nesospiza wilkinsi)

## Előfordulásuk
Az Atlanti-óceán déli részén található Szent Ilona, Ascension és Tristan da Cunha területén honosak. Természetes élőhelyeik a mérsékelt övi cserjések és gyepek. Állandó nem vonuló fajok.

## Megjelenésük
Testhosszuk 18-22 centiméter körüli.